# Pleurothallis niveoglobula
Pleurothallis niveoglobula är en orkidéart som beskrevs av Carlyle August Luer. Pleurothallis niveoglobula ingår i släktet Pleurothallis och familjen orkidéer. Inga underarter finns listade i Catalogue of Life.